# City Hunter: El servicio secreto
City Hunter: El servicio secreto (シティーハンタースペシャル　ザ・シークレット・サービス  Shitī Hantā Za shīkuretto sābisu?) es el primer especial basado en el anime y manga City Hunter de Tsukasa Hojo. Se estrenó en Japón el 5 de enero de 1996. Ha sido licenciado en España por Jonu Media y emitido en Buzz.

## Argumento
Saeba es contratado como guardaespaldas por un político extranjero para que proteja a su hija, Ana. Secreto que conocen muy pocas personas, pues ella trabaja para el servicio secreto de la policía japonesa defendiendo la vida de este.
Tras el primer atentado del pistolero Dankerke contra Ana, Saeba le cuenta la verdad. Tras esto, Dankerke, decide tomarse como trabajo adicional matar a Saeba, para así lograr ser el mejor del mundo. Tras enterarse de quién es el francotirador, Umibōzu comienza a perseguirle para conseguir su venganza debido a un encuentro pasado.

## Personajes

### Serie
- Ryo Saeba (冴羽獠 Saeba Ryo?)
- Kaori Makimura (槇村香 Makimura Kaori?)
- Umibōzu (海坊主?)
- Saeko Nogami (野上冴子 Nogami Saeko?)

### Únicos de la película
- Dankerke
- Ana
- Rosa
- González